# Jean-Jacques Fouqueteau
Jean-Jacques Fouqueteau, né le 13 octobre 1922 à Loudun (Vienne) et mort le 9 janvier 1984 à Loudun (Vienne), est un homme politique français.

## Détail des fonctions et des mandats
Mandat parlementaire
- 21 novembre 1975 - 2 avril 1978 : Député de la 2e circonscription de la Vienne